# Calliope obscura
El ruiseñor gorginegro (Calliope obscura) es una especie de ave paseriforme de la familia Muscicapidae propia de Asia oriental. Cría en el centro y norte de China, pero sus zonas de invernada no se conocen con exactitud. La especie ha sido observada como divagante en el noroeste de Tailandia. Su hábitat natural son matorrales de bambú en los bosques de coníferas, a unas altitudes de alrededor de 3000 a 3400 metros sobre el nivel del mar. El ruiseñor gorginegro se encuentra amenazado por la pérdida de hábitat.
La especie se descubrió en 1891, pero durante los siguientes 120 años solo pudieron divisarse un puñado de ejemplares y no se podía concluir a ciencia cierta si se había podido identificar una hembra. En junio de 2011, un grupo de científicos descubrió sus áreas de crianza en las montañas Qinling, en la provincia china de Shaanxi. En Foping se vieron siete machos y otros siete en las reservas naturales de Changqing, prácticamente el mismo número que había podido observarse hasta el momento. En 2014, se vieron una hembra y una pareja de cría.